# Barry Paf
Barry Paf (Haaksbergen, 11 juni 1979) is een Nederlands radio-dj.

## Levensloop

### Jeugd
Barry Paf groeide op in een gezin van vier personen. Als kind had hij al veel affiniteit met radio en zo begon hij al op jonge leeftijd een eigen piratenzender op een zolderkamer.

### Carrière
Paf begon zijn carrière bij STILOH, nu RTV Sternet (Stichting Lokale Omroep Haaksbergen) in Haaksbergen en heeft ook gewerkt bij HOT FM (Haaksbergen) en Twickelstad FM (Delden). Na enkele jaren stuurde hij demo-bandjes naar Radio 538. Op 17-jarige leeftijd werd hij daar aangenomen, destijds als jongste dj. 

## Radio 538
Op Radio 538 heeft Paf in de loop van de tijd diverse programma's gepresenteerd, zoals Greatest Hits en Barrycade. Tot 6 augustus 2007 heeft hij een doordeweeks programma (maandag t/m donderdag) gepresenteerd van 21 tot 0 uur. 
Kenmerkende onderdelen van de show waren Maak 't of kraak 't en Op de Valreep, waarin geliefden die ruzie met elkaar maakten het op de radio weer goed konden maken. Dit programma onderdeel werd dagelijks uitgezonden vlak voor middernacht rond 23:45 uur.
Paf deed jarenlang ook mede de presentatie van 538 Jingleball, 538 Koninginnedag/Koningsdag op Museumplein in Amsterdam en Chasséveld in Breda. En was tevens wekelijks in heel Nederland te vinden op podia, feesttenten en clubs met de 538 Drive In Show, later genaamd 538 On Tour.
In 2007 tijdens de hoogtijdagen van het Nederlandse sociale netwerk Hyves was Paf samen met Koen van Huygevoort en Jan Peter Balkenende in de race om de Hyver met de meeste vrienden te worden. Uiteindelijke belandde hij in de top3 met de meeste Hyvers/vrienden.
Ook een populair item in de show van Paf was "Scheren of uit de Kleren", waarbij wekelijks een luisteraar uit de kleren gaat, zijn kop laat kaalscheren of 300 euro wint!
Verder presenteerde Paf van augustus 2006 tot augustus 2009 samen met Kimberly van de Berkt het datingprogramma Barry's Sundate op zondagmiddag waarin een 'babe of hunk van de week' uit drie mensen kon kiezen om mee op date te gaan.
Van 2005 tot en met 2012, behalve het jaar 2009, presenteerde Paf de 538 School Awards, een verkiezing voor de leukste school van Nederland.
Van 2009 tot en met 2012 presenteerde Paf ook het 538 Demo Duel, met een platencontract als prijs. Twee artiesten namen het tegen elkaar op in de eerste ronde, waarna de winnaar door de luisteraar werd gekozen. De winnaar ging uiteindelijk door naar de volgende ronde, waarin ze het opnamen tegen andere winnaars.
Bij de bekendmaking van de nieuwe Radio 538 programmering op 27 september 2010 werd bekend dat Paf op 4 oktober 2010 het tijdslot 21-0 uur van Mark Labrand overnam, en dat Dennis Ruyer een programma gaat maken op de plaats van Paf. Hij presenteerde het naar hem vernoemde radioprogramma Barry Paf.
Op 4 juli 2011 presenteerde Paf de allereerste tv-uitzending van het nieuwe digitale tv-kanaal TV538 en presenteerde vanaf dan elke werkdag een live show genaamd de TOP538 van 17-18 uur waarin kijkers via Skype live konden inbellen.
In 2011 presenteerde Paf ook nog een geruimde tijd de vrijdagavond show samen met Froukje de Both. Het programma heette Friday Night Live en was van 18 tot 21 uur.
Op 1 augustus 2012 werd bekend dat Paf en Mark Labrand hun tijdslot met elkaar gingen wisselen. Labrand presenteerde vanaf 6 augustus 2012 op de werkdagen van 21 tot 0 uur met @Labrando en Paf presenteerde vanaf 11 augustus 2012 op zaterdag van 18 tot 20 uur en op zondag van 18 tot 21 uur met Barry's Weekend Vibe. De reden was dat er een nieuwe programmering kwam in september en dat Paf al had bekendgemaakt dat hij minder radio ging maken en meer voor TV 538 ging werken.
Vanaf 11 januari 2014 werd het programma Barry's Weekend Vibe op de zondagavond een uur ingekort. Het nieuwe tijdslot was op zaterdag en zondag van 18 tot 20 uur.
Vanaf 10 januari 2015 presenteert Paf een naar hem genoemd weekendprogramma van 15 tot 18 uur. Zijn oude programma wordt overgenomen door Edwin Noorlander.
Samen met Radio 538-collega Frank Dane maakte Paf een reis naar Colombia voor de actie 538 voor Warchild.
Paf presenteerde samen met Edwin Noorlander de eerste 6 seizoenen speciale backstage-radioshows bij The Voice Of Holland.
Ook presenteerde hij in 2011 de eerste speciale backstage radioshow van de TVOH samen met Mark Labrand. Het was voor het eerst dat dat de talentenjacht zowel op radio en tv live werd gezonden.
In juli 2016 maakte Radio 538 bekend dat Paf na bijna 20 jaar de zender verliet. Sinds februari 2017 is hij werkzaam als voice-over en dj voor dance-events.
Paf heeft in de vakantieperiode nog een aantal radioshows op Curaçao op Dolfijn FM gepresenteerd, vlak voordat hij aan de slag ging bij 100%NL.

## 100%NL
In mei 2018 keerde hij kort terug op de radio om in te vallen op 100% NL. Vanaf 1 september presenteerde hij van maandag tot en met donderdag van 16.00 tot 19.00 uur 'De Barry Paf Show'. Daarna verhuisde hij naar de ochtend om per september 2020 weer terug te keren naar de middag.
In 2018 presenteerde Paf een YouTube-serie genaamd Oude Bekenden. Onder anderen Tim Akkerman, DJ Jean, Ben Saunders en Monique Smit. Hij liep een dag mee met deze artiesten en haalt herinneringen op met oude archiefbeelden.
In 2019 presenteerde Paf de 10e editie van de 100%NL Awards in Amsterdam. BLØF, Nielson, André Hazes, Guus Meeuwis, Ilse DeLange, Maan en Davina Michelle vielen in de prijzen.
In 2019 verraste Paf de band Krezip met de 100%NL Oeuvre Award. De band kreeg de award tijdens een fotoshoot.
Ook in 2019 organiseerde Paf een petitie om Davina Michelle naar het Eurovisiesongfestival te sturen als deelnemende act namens Nederland.
In 2020 werden de 100%NL Awards door Paf op locatie uitgereikt en de winnaars waren Davina Michelle, Duncan Laurence en Suzan & Freek.
In 2020 organiseerde Paf de actie "Dresscode Oranje" Hij riep luisteraars op om tijdens Goede Vrijdag iets oranjes aan te trekken om zo te laten zien dat ze achter de helden van oranje staan.
In 2021 organiseerde Paf een verkiezing van de "Meest aanstekelijke lach van Nederland" die werd gewonnen door Lisa van OG3NE.
Ook organiseerde Paf met zijn radioshow de Verkiezing van leukste leraar van Nederland in 2021 samen met Yuki Kempees van KrisKross Amsterdam.
In aanloop van het EK 2021 bracht Paf een speciale voetbalsingle uit samen met DJ Maurice & Def Rhymz Maak een goal voor mij.
In 2021 maakte radiozender 100% NL bekend dat het contract met Paf werd verlengd.
Ook kwam Paf samen met Annemieke Schollaardt in actie tijdens de speciale Radio 555-uitzending voor de slachtoffers van de oorlog in Oekraïne.
In 2021 deed Paf live op locatie vanuit een helikopter verslag vanaf de diverse bevrijdingsfestivals in Nederland.
Paf trad op in een nieuwe tv-commercial van radiozender 100% NL in 2022.
Vanaf 13 september 2024 presenteert Paf de lunchshow op 100%NL, iedere werkdag van 12-14u.

## Dance4Life
Paf is als ambassadeur van Dance4Life op reis geweest naar Kenia en Malawi. Ook heeft hij samen met Lasgo, AnnaGrace, Brainpower en Mitch Crown een benefietsong gemaakt.
Als ambassadeur van dance4life reisde Paf in 2018 naar Rusland om deel te nemen aan de lokale projecten van de organisatie daar.
In 2013 lanceerde Dance4life een podcast waarin jongeren ouders advies geven over seksuele voorlichting die door Paf wordt gepresenteerd.
Samen met o.a. Anouk Maas en Toprak Yalciner presenteert Paf de diverse finales van de Dance4life scholencampagne in o.a. Ahoy de HMH.

## Lhbtiq+-gemeenschap
Ook zet Paf zich actief in voor de lhbtiq-gemeenschap o.a. dj tijdens de jaarlijkse terugkerende Amsterdam Pride.
Paf is tevens sinds augustus 2022 de vaste voice-over van lhbtiq+-thema kanaal OUTtv.
In 2005 kwam hij uit de kast door een interview te geven aan homojongerenblad Expreszo van het COC.

## Tv-programma's & film
Met de dj's van 538 trad Paf in 2009 op in het tv-programma Let’s Dance, waarbij de opbrengsten naar Kika gingen. Ze vertolkten het nummer Lady Marmalade. Lady Marnelade wist de grote finale te halen waar ze voor een tweede keer hun act moesten opvoeren.
Ook deed Paf in 2009 mee aan een aflevering van het 4e seizoen van Ik hou van Holland. Hij zat in het team van Jeroen van Koningsbrugge samen met Miljuschka Witzenhausen en Jörgen Raymann
In 2009 was Paf de speciale-guest-backstage-reporter van X-Factor. De hoofdshow werd uitgezonden op RTL 4 en voor de backstage show moesten mensen zappen naar RTL5. Paf presenteerde de hele live backstageshow.
In 2010 was Paf te zien in het wekelijkse spelprogramma van Jack Spijkerman Wat vindt Nederland?, samen met Ruud de Wild en Jeroen Nieuwenhuize.
Froukje de Both kwam in 2012 in het programma Ik kom bij je eten langs bij Paf en zijn vriend thuis.
In 2013 werd er een speciale uitzending van het spelprogramma Lingo uitgezonden. Dj's Ruud de Wild, Jeroen Nieuwenhuize, Mark Labrand en Paf deden mee aan deze uitzending voor het goede doel.
In 2015 ging Paf samen met Toprak Yalciner op reis voor het Endemol Shine-YouTube-programma Wander Network. Ze maakten een tweeweekse reis naar Canada en bezochten o.a. Vancouver.
In 2016 deed Paf samen met Mark Labrand mee aan de spelshow Alles mag op zaterdag! op RTL 4.
Paf deed in 2019 mee aan het programma Britt's Beestenbende met presentator Britt Dekker in het team met Défano Holwijn, uitgezonden op NPO3.
Voor het eerste seizoen van Doe alsof je thuis bent van KRO-NCRV verzorgde Paf de voice-over van de 10 afleveringen.
Op 5 februari 2022 werd het programma Weet ik veel met Beau van Erven Dorens uitgezonden op RTL 4. Paf nam het op tegen Victoria Koblenko en Walid Benmbarek en was de winnaar van deze aflevering.
In 2022 deed Paf mee aan de kerstspecial van het televisieprogramma De Alleskunner VIPS, waar hij als tweede afviel en daarmee op de dertiende plaats eindigde.
Paf was samen met radio-dj Erik de Zwart een van de deelnemende duo's aan de kersteditie van LEGO Masters in 2022 uitgezonden op RTL 4.
In 2022 speelde hij een kleine rol als buikspek verkoper in de Nederlandse speelfilm Kwestie van geduld.
Paf was ook te gast bij de tv-zender 24Kitchen om samen met tv-chef Perry de Man zijn "Guilty Pleasure" te maken.
In 2023 zat Paf samen met 100%NL Koen Hansen in de jury van de NIX Factor op SBS6 waarin de zingende pizzaboy Sem uit Amstelveen een nummer uitbracht.
In 2023 werkt Paf mee aan een item over terugkeer van muziek uit de zeroes voor het programma EditieNL op RTL 4.
Op de vooravond van de halve finale van Joost Klein in Malmö was Paf samen met Edsilia Rombley te gast in Jeroen & Sophie om te praten over de inzendingen van het Eurovisiesongfestival 2024.
In 2024 deed Paf mee aan het televisieprogramma Moordfeest. Hij eindigde als 2e in dit programma waarin er een moord opgelost moest worden in Studio 22 in Hilversum.
In 2025 was Paf te zien in het programma EditieNL van RTL 4 over de terugkeer van Linda, Roos & Jessica en de bijbehorende concerten.
In 2025 was Paf te zien in de NOS journaals van 18 en 20u als muziek-expert over de uitverkochte reunie concerten van K3 in Belgie en Nederland.
In 2025 deed Paf mee aan het vijfde seizoen van het televisieprogramma De Verraders bij RTL 4 als getrouwe.

## Eurovisiesongfestival
Op 3 mei 2017 was Paf in het programma Het beste van het Songfestival te zien op NPO1. Met o.a. Romy Monteiro, Ferri Somogyi, en Sanne Wallis de Vries wordt er terug gekeken op iconische fragmenten van het muziekfestijn.
In 2019 organiseerde Paf een petitie om Davina Michelle naar het songfestival te sturen als deelnemende act namens Nederland.
In 2021 lanceerde 100%NL de 12 Punten, een serie van korte video's ter ere van het Eurovisiesongfestival. De serie gaat over de enorme ongemakkelijkheid van het uitdelen van punten voor meer dan 200 miljoen mensen wereldwijd. Oud-puntengevers Tim Douwsma, OG3NE, Nance Coolen, Marlayne Sahupala en Mandy Huydts schoven aan bij Paf.
In 2022 was Paf samen met producer Perquisite, zangeres Eva van Manen, zangeres Kris Berry en presentator Andrew Makkinga onderdeel van de vakjury van het Eurovisiesongfestival 2022.
Samen met tweevoudig deelnemer en oud-Eurovisiesongfestival-presentatrice Edsilia Rombley maakte Paf in 2024 de vierdelige podcastserie Songfestival Geheimen, waarin onder anderen Trijntje Oosterhuis, Chantal Janzen, Eric van Tijn, Dick Bakker, regisseur Marnix Kaart en Gustaph worden geïnterviewd over hun meest memorabele Songfestivalherinneringen.
In 2025 maakte Paf samen met Edsilia Rombley een achtdelige podcastserie over het Eurovisiesongfestival genaamd 100% Songfestival. De nadruk lag meer op de actualiteit dan vorig jaar en de inzending van Claude wordt besproken.

## Dj-optredens
In 2021 en 2022 zat Paf in de vakjury van de jaarlijkse Marconi Awards, onderdeel van de radioringen van AVROTROS.
Ook neemt Paf jaarlijks deel aan het samenwerkingsinitiatief Kermis FM, waarin radiomedewerkers van lokale, regionale, commerciële en publieke radiozenders samenwerken.
Samen met collega radio-dj Menno de Boer heeft hij sinds 2017 een dj-act genaamd "RadioRave".
Tijdens de afscheidsconcerten in 2023 van Nick & Simon in Ahoy verzorgd Paf namens 100%NL het voorprogramma.
Als dj en host verzorgd Paf het voorprogramma van diverse evenementen, zoals Holland Zingt Hazes, Beste Zangers Live, Chantals Pyjama Party en de presentatie van Dutch Valley 2023.